# Erinna (cratère)
Erinna est un cratère d'impact à la surface de Vénus. 
Le cratère a ainsi été nommé par l'Union astronomique internationale en 1994 en hommage à la poétesse grecque Érinna.  
Son diamètre est de 33,80 km. Il se situe dans la région du quadrangle d'Hurston (quadrangle V-62). 